# Хутуба
Хутуба (араб. خطوبة) - так називаються заручини в мусульманських сім'ях Ємену.
Прийнято свататися до сім'ї дівчини і чекати її згоди. Якщо вона погодиться, вона або її сім'я може ставити подальші умови, - наприклад, право закінчити школу чи університет, її придане і т. п.

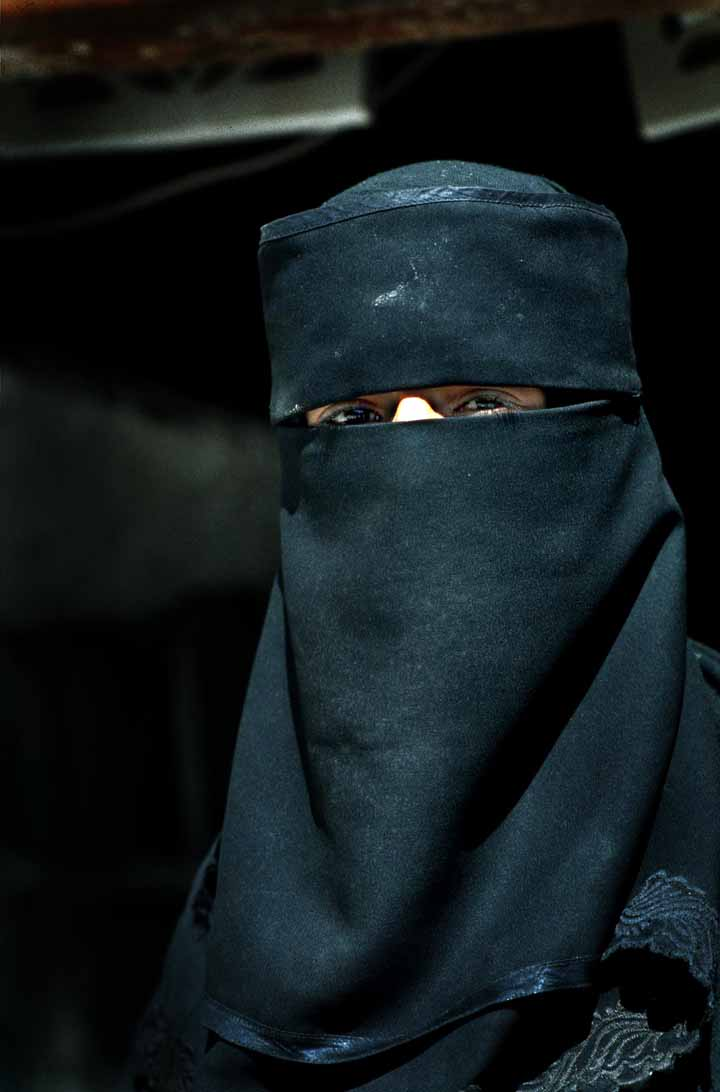
Жінка-мусульманка. Ємен. Фотографія 2005 року.

До весілля має відбутися хутуба. Хутуба (заручини) починається з моменту домовленості сімей та / або з моменту заручення. Власне кажучи, хутуба, - це усний контракт між сім'ями і охочими побратися, як результат домовленості під час сватання.
Якщо сім'я дотримується суворих мусульманських правил, то наречений не побачить обличчя нареченої під час сватання і хутуби. 
У Ємені прийнято носити обручки. Це робиться відразу при сватанні та за згодою сімей. При цьому наречений і наречена надягають кільця на праві руки. До моменту заручення - це сватання; після моменту заручення - вже заручини. Кільце надягає на праву руку! А в день акда (у перший день весілля) просто знімають кільце з правої руки і надягають на ліву руку.
Так як в мусульманстві чоловікові не можна носити золото, то в Ємені чоловіки носять срібні кільця, а жінки золоті.
Посаг нареченої або її махр досягає 500 000 єменських ріал (2500 $), - не включаючи купівлю золота, яке виходить приблизно стільки ж за ціною. Про махр і терміни його виплати дивись окрему статтю Махр.
На жаль, більшість сімей сватають своїх дочок в дуже юному віці, не питаючи їхньої згоди.
Заручини може тривати кілька місяців до декількох років. Все залежить від того, про що домовилися сім'ї та від фінансових можливостях нареченого.
Родичі на заручини теж можуть дарувати подарунки. Наприклад, набір хорошою парфумерії та гроші 30 тисяч реал.
Подарунки дарують зазвичай близькі подруги, родичі, рідні, сусіди ... Дарують сувеніри, нижню білизну нареченій (щось типу красивих нічних сорочок, пеньюарів, тобто одягу для щасливого медового місяця), духи, набори посуду і т. д.
Про гроші не прийнято питати, хто і скільки дарував. Схоже, що гроші дарують рідше. Золоті прикраси можуть подарувати все, у кого є кошти. Але частіше, тільки близькі родичі дарують нареченій золото.
Мусульманин може мати чотири дружини - адже навіть у столу чотири ніжки! Тільки утримувати він повинен усіх однаково добре, а не однаково погано. Тому, в основному у єменців по одній дружині.
Навіть сьогодні, в 2010 році, за дружину потрібно заплатити гроші. Батько нареченої отримує близько 5000 доларів. Тому мрія кожного чоловіка - безкоштовна європейська дружина. Вона може бути навіть другий - недорого, економно і престижно.

## Шлюбний контракт з іноземками
Російська і взагалі будь іноземка може вийти заміж за єменця двома шляхами:
- Перший, - простий. Наречений бере двох свідків чоловіків і у будь-якого поважного людини в даному районі складається шлюбний контракт.[1]
- Другий шлях складніше. Спочатку треба отримати дозвіл на одруження в міністерстві внутрішніх справ, а потім протягом 1,5-2 місяці йде тяганина з паперами і трата не малих коштів. Контракт підписується в суді прокурором.[1] Шейх і прокурор, - ці шановні люди виступають у ролі піклувальників нареченої-іноземки. Обидва шлюби дійсні перед Аллахом. [1] Але щоб шлюб був прийнятий на батьківщині нареченої, треба шлюбний контракт запевнити в посольстві, але тільки той контракт, який був підписаний прокурором. А калим іноземка отримує чисто символічний, ну колечко там або інша дрібничка. У разі розлучення чоловік повинен купити квиток додому і провести в аеропорт.[1]

## Коротко про весілля
У встановлений сім'ями наречених день починається весілля. До цього гостям розсилаються запрошення. З запрошень можна зрозуміти чисто мусульманська це буде весілля з обмеженнями згідно Корану або весілля має менше обмежень. Весілля ділиться на наступні дні і періоди:
1. День Акда - розпис.[1]
2. День Гада можеть бути до дня Хенни або в день Хенни.[1]
3. День Гассель або Хенна.[1]
4. Шлюбна ніч, яка йде після дня Хенна.[1]
5. Зіфаф - весільне торжество для всіх.[1]

У наступних статтях розглянемо все докладно, крім шлюбної ночі:
- День Акда
- День Гада
- День Гассель або День Хенни
- Зіфаф